# Lei de Segurança Nacional de 2024
A Lei de Segurança Nacional de 2024 é um projeto de lei de dotações promulgado pelo 118º Congresso e sancionado pelo presidente Joe Biden em 24 de abril de 2024. A lei destina US$ 95,3 bilhões em ajuda militar para Ucrânia, Israel e Taiwan e inclui o Ato de Paz do Século 21 através da Força, que restringe o uso do TikTok.

## Histórico legislativo

### Câmara dos Representantes
A Lei de Segurança Nacional foi aprovada na Câmara dos Representantes em 20 de abril de 2024, como H.R. 8034, H.R. 8035, H.R. 8036, e H.R. 8038.

### Senado
A Lei de Segurança Nacional foi aprovada pelo Senado em 23 de abril.